# Свит, Джеймс
Джеймс Свит (James H. Sweet) — американский историк, африканист, также специалист по африканской диаспоре, с особым вниманием к порабощенным африканцам в Америке. Доктор философии.
Именной заслуженный профессор Висконсинского университета в Мадисоне, где преподает с 2004 года, возглавлял в 2013—2016 годах кафедру истории и в 2017—2020 годах кафедру испанского и португальского языков. Отмечен Frederick Douglass Prize (2012) и James A. Rawley Prize (AHA) (2011), а также Wesley Logan Prize (2004). Президент Американской исторической ассоциации (2022).
Вырос в Северной Каролине; выучил испанский язык у своей мачехи, уроженки Венесуэлы самоанского этнического происхождения. Учился в школе в Шарлотте (с 1973).
Окончил Университет Северной Каролины в Чапел-Хилл как бакалавр и магистр искусств. Степень доктора философии получил в Graduate Center, CUNY.
Публиковался в William and Mary Quarterly, Journal of African History, The American Historical Review, The Americas, Slavery and Abolition, Journal of Caribbean Studies, Past and Present.
Автор двух отмеченных премиями книг «Recreating Africa: Culture, Kinship, and Religion in the African-Portuguese World, 1441—1770» (2003; финалист Frederick Douglass Prize след. года) и «Domingos Álvares, African Healing, and the Intellectual History of the Atlantic World» (2011). Его третья книга «Mutiny on the Black Prince: Slavery, Piracy, and the Limits of Liberty in the Revolutionary Atlantic World» будет опубликована Oxford University Press в 2025.
Соредактор «The African Diaspora and the Disciplines» (Indiana University Press, 2010).
Одновременно с профессиональной деятельностью историка, являлся футбольным тренером в школе.
Пережил тяжелый развод; в 2020 году его 17-летний сын умер от случайной передозировки фентанилом.